# Большая Лайка
 Большая Лайка  — деревня в Яранском районе Кировской области в составе Яранского городского поселения.

## География
Расположена на расстоянии примерно 11 км по прямой на восток-юго-восток от города Яранск.

## История
Известна с 1802 года как починок Лайков с 8 дворами, в 1873 году здесь (Лайкин или Шерстнев) дворов 26 и жителей 173, в 1905 (Большая Лайка или Шерстни) 31 и 169, в 1926 (деревня Большая Лайка или Шерстни) 36 и 184, в 1950 25 и 88, в 1989 94 жителя.

## Население
Постоянное население составляло 67 человека (русские 78%) в 2002 году, 29 в 2010.